# 清家正
清家 正（せいけ ただし、1891年12月23日 - 1974年11月19日）は、日本の教育者および機械設計製図の研究で知られる機械工学者である。愛媛県出身。
建築家で東京工業大学教授兼東京藝術大学教授を務めた清家清の父。労働経済学者で慶應義塾塾長や日本私立大学連盟会長を歴任した清家篤は孫。

## 略歴
1914年 東京高等工業学校（現東京工業大学）機械科を卒業後、芝浦製作所（現東芝）に入社。その後、自ら起業したり、他の企業に勤めたりした後、1923年、神戸高等工業学校（現神戸大学工学部）教授となる。1935年、東京府立電機工業学校校長となり、後に府立工業専門学校校長を併任し、1951年まで歴任。1949年、東京都立大学工学部長。1954年、東京都立工業短期大学学長。1926年に刊行した『科学的研究に基ける製図論』は好評を博し、太平洋戦争時まで版を重ねた。
この他、日本工業経営学会会長、明星大学理工学部長を歴任。神戸高等工業学校赴任時にはパワー社の設立にも関わった。

## 主たる著作
- 清家正『交流電機の捲線法』（増補版）パワー社出版部、1943年。 NCID BA52604694。
- 『科学的研究に基ける製図論』
- 『電機子の巻線〈直流機編〉』ISBN 9784827720211

## 論文
- 清家正「回轉機の直徑及積重について」『電氣學會雜誌』第45巻第438号、電気学会、1925年、5-33頁、doi:10.11526/ieejjournal1888.45.5、NAID 130003613051。
- 清家正「交流電機子捲線の簡單なる配列法」『電氣學會雜誌』第51巻第510号、電気学会、1931年、33-43頁、doi:10.11526/ieejjournal1888.51.33、NAID 130003613525。
- 清家正「生産技術者はどこから求めるか」『工業教育』第5巻第1号、日本工学教育協会、1957年、33-40頁、doi:10.4307/jsee1953.5.33、NAID 130003441410。

## 文献
- 森貞彦『清家正の製図論と思考様式 : 日・英・米比較製図思想史の視点から』パワー社、1997年。ISBN 4827710112。 NCID BA32216626。全国書誌番号:98039458。
  - 森貞彦「清家正の製図論と思考様式の研究」大阪府立大学 	博士論文 (学術) , 甲第442号、1997年、doi:10.11501/3121001、NAID 500000141876、NDLJP:3121001。